# خزان الكوندريت
يعتبر خزان الكوندريت Chondritic Uniform reservoir نموذجاً علميَّاً يستخدم في الفيزياء الفلكية والكيمياء الجيولوجية لشرح التركيب الكيميائي لجزء من السديم الشمسي الذي تشكَّل منه الكوندريت أثناء تكوين النظام الشمسي، ويُعتقد أنَّ هذا الخزان الكيميائي الافتراضي كان مماثلاً في تركيبه للغلاف الحالي للشمس.
عندما تكوَّنت الشمس قبل حوالي 4.56 مليار سنة فجَّرت الرياح الشمسية جميع الجزيئات الغازية ضمن الجزء المركزي من سديم الطاقة الشمسية، وبهذه الطريقة فُقدت معظم الجزيئات المتطايرة الأخف وزناً مثل الهيدروجين والهيليوم والأكسجين وثاني أكسيد الكربون والتي لم تكن قد تكثفت بعد في المناطق المركزية الأكثر حرارةً ضمن السديم، عملية التطاير هذه كانت هي السبب في تزويد كوكب الأرض وبقية كواكب المجموعة الشمسية بالعناصر الثقيلة فيما بقيت الشمس كوكباً غازيَّاً.
إنَّ الرياح الشمسية أو الرياح النجمية هي عبارة عن تدفق من الجزيئات المشحونة والبلازما تصدر عن الطبقة السطحية من جو نجم معين، تحتوي عادةً على إلكترونات وبروتونات وبطاقة تصل لنحو ألف إلكترون فولت، يمكن لتلك الجسيمات أن تفلت من جاذبية النجم تدريجياً بسبب الحرارة الشديدة لمركز النجم وبسبب الطاقة الحركية العالية التي تكتسبها هذه الجسيمات بآلية ما تزال مجهولة حتى الآن.

## الكوندريت
الكوندريت Chondrites هي نيازك صخرية غير معدنية لم تتعرض لأي تغير أو تعديل بسبب ذوبان أو تغير في الجسم الأصلي، تتشكل هذه الأجسام نتيجة تراكم أنواع مختلفة من الغبار والجزيئات التي كانت موجودة في النظام الشمسي المبكر، وهي أكثر أنواع النيازك التي تضرب الأرض شيوعاً وتشكل تقريباً 85% من كل النيازك.
تقدم دراسة هذه الأحجار النيزكية أدلة هامة لفهم أصل وعمر النظام الشمسي وطريقة تكوين المركبات العضوية وأصل الحياة ووجود الماء على الأرض، من أهم خصائص هذه الأحجار وجود جزيئات غضروفية تدعى chondrules، وهي حبيبات مستديرة مكونة من مواد صلبة متميزة تشكل عادة ما بين 20% - 80% من حجم النيزك، ويمكن التمييز بين نيازك الكوندريت والنيازك (المعدنية) الحديدية بانخفاض محتوى الحديد والنيكل فيها وأنها تشكلت في وقت أبكر بكثير من النيازك المعدنية، ويوجد حالياً أكثر من 27 ألف حجر كوندريت في العالم، كان أكبرها حجر تم العثور عليه عام 1976 ويبلغ وزنه 1770 كغ، كما سُجلت بعض الحالات التي يحدث فيها تساقط كثيف لهذه الأحجار النيزكية كما حصل عام 1912 عندما تساقط 14 ألف حجر كوندريت في شمال ولاية أريزونا الأمريكية.
يتم تصنيف أحجار الكوندريت إلى حوالي 15 مجموعة متميزة على أساس علم المعادن، وذلك بحسب تركيبها الكيميائي واحتوائها على الأكسجين، ومن المرجح أن تكون مجموعات الكوندريت المختلفة قد نشأت على كويكبات منفصلة أو مجموعات من الكويكبات ذات الخصائص المشتركة، وتحتوي كل مجموعة من هذه المجموعات على مزيج مختلف من جزيئات chondrule، ويمكن كذلك تصنيف أحجار الكوندريت بطرق أخرى كالمقاومة الحرارية، والمكونات الأخرى التي تدخل في تركيبها، وحجم الجزيئات الغضروية، يمكن أيضاً تصنيف أحجار الكوندريت وفق نوعها البترولي، وهي الدرجة التي يتم فيها حدوث تحول حراري لجزيئاتها ويتم اختيار رقم على مقياس بين 1 و 7.
تحتوي هذه النيازك على نسبة معينة من الماء أو على معادن جرى تغييرها بواسطة الماء، وهذا يشير بوضوح على أن الكويكب الذي نشأت منه هذه الأحجار النيزكيَّة يجب أن يحتوي على ماء، في بداية تكوين النظام الشمسي كان هذا الماء موجوداً على شكل جليد، لاحقاً ذاب الجليد الأمر الذي سمح للماء السائل بالتفاعل مع المكونات الصلبة وتغيير الأوليفينات والبيروكسينات فيها، ويُعتقد أن تكوين الأنهار والبحيرات على الكويكبات القديمة كان غير مرجح لأنها كانت مساميَّة بما فيه الكفاية للسماح للمياه بالتسرب نحو داخلها كما يحدث اليوم لتشكيل المياه الجوفية الأرضية.
تحتوي الكوندريتات الكربونية على أكثر من 600 مركب عضوي تم تصنيعها في أماكن مختلفة وفي أوقات مختلفة، تشمل هذه المركبات العضوية: الهيدروكربونات، الأحماض الكربوكسيلية، الكحول، الكيتونات، الألدهيدات، الأمينات، الأميدات، الأحماض السلفونية، الأحماض الفسفونية، الأحماض الأمينية، القواعد النيتروجينية، ويمكن تقسيم هذه المركبات إلى ثلاث مجموعات رئيسية: مجموعات المركبات غير القابلة للذوبان في الكلوروفورم والميثانول، والهيدروكربونات القابلة للذوبان في الكلوروفورم، ومركبات قابلة للذوبان في الميثانول ومنها الأحماض الأمينية.
يبدو أنَّ مركبات المجموعات الأولى تنشأ من الفضاء بين النجمي، في حين أنَّ المجموعات الأخرى نشأت في كوكب الأرض، يُعتقد أن تكون الأحماض الأمينية قد تم تصنيعها بالقرب من سطح الكوكب بواسطة التحليل الإشعاعي (أي تفكك الجزيئات الناتج عن الإشعاع الشمسي) من الهيدروكربونات وكربونات الأمونيوم مع وجود الماء السائل، بالإضافة إلى ذلك من الممكن أن تتشكل الهيدروكربونات في عمق كوكب الأرض من خلال تفاعلات مشابهة لعملية فيشر تروبش، وهذه الظروف يمكن أن تكون مماثلة للأحداث التي تسببت في نشوء الحياة على الأرض، لكن لاحقاً تمَّ العثور على كميات وفيرة ومتنوعة من الأحماض الأمينية في عدة نيازك سقطت عالأرض وهو الأمر الذي قد يشير إلى أنَّ المادة العضوية قد تكون أكثر تواجداً ووفرةً في النظام الشمسي ممَّا كان يُعتقد سابقاً، وأنَّ المركبات العضوية التي وجدت في الأرض المبكرة قد تكون أتت من خارج كوكب الأرض.